# Parc national de Sibiloi
D'une superficie de 1570 km2, le parc national de Sibiloi est situé sur la rive est du lac Turkana près de la frontière éthiopienne, dans le nord du Kenya. Créé en 1973, il est l'un des trois parcs nationaux du lac Turkana avec le parc national de Central Island et le parc national de South Island. Tous trois ont été inscrits, en 1997, sur la liste du patrimoine mondial de l'UNESCO.
Administré par le Kenya Wildlife Service, le parc national de Sibiloi présente la particularité de constituer une aire protégée dans le but de préserver aussi bien une zone fossilifère d'une grande richesse et importance pour la paléontologie qu'un habitat naturel pour diverses espèces animales et végétales.

## Situation géographique
Le parc national de Sibiloi se trouve à une altitude approximative de 375 mètres bordant la rive est du lac Turkana, dans sa partie nord, lequel est le plus salé des grands lacs d'Afrique. Cette vaste étendue d'eau d'une superficie de 6 405 km2, soit le quatrième plus grand lac africain, constitue le plus grand lac permanent situé en zone désertique.

## Faune
Plus abondantes dans le passé, plusieurs espèces qui constituaient la faune de ce territoire ont disparu ou sont aujourd'hui pratiquement absentes faisant place aux zèbres de Grévy, gérénuks, oryx lions et girafes réticulée. Plus de 350 espèces d’oiseaux aquatiques et terrestres y ont été recensées.

## Galerie

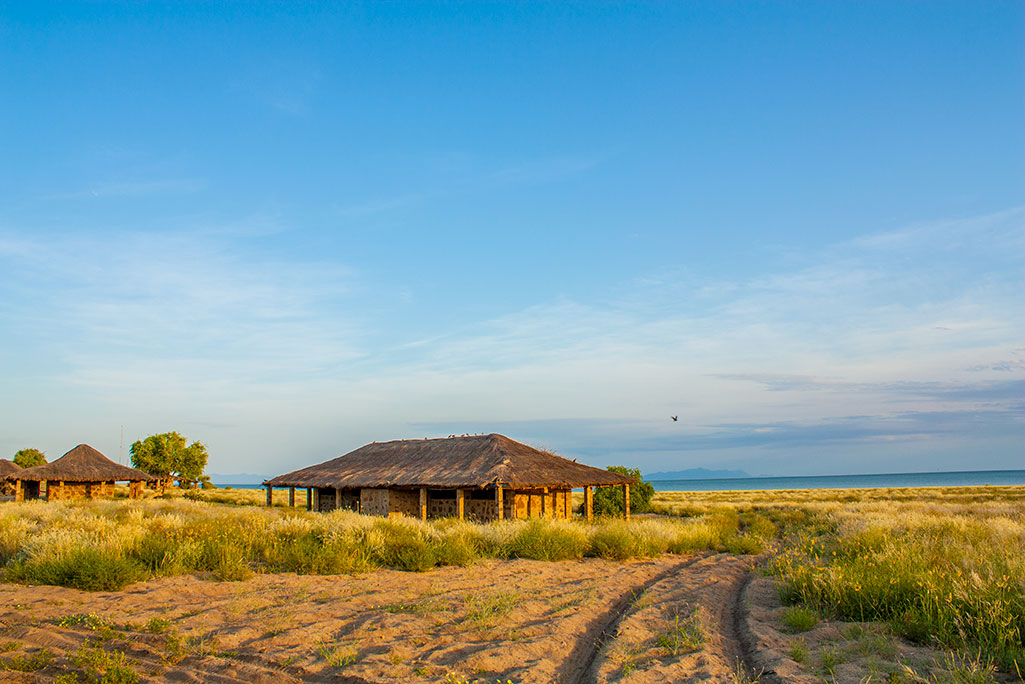
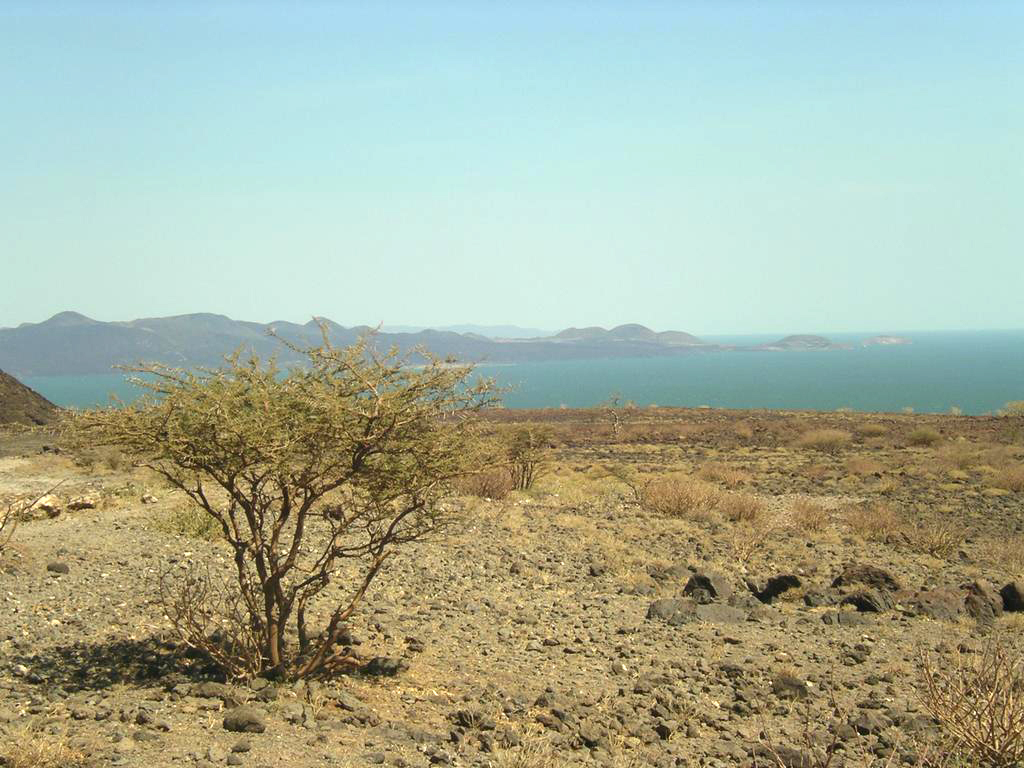
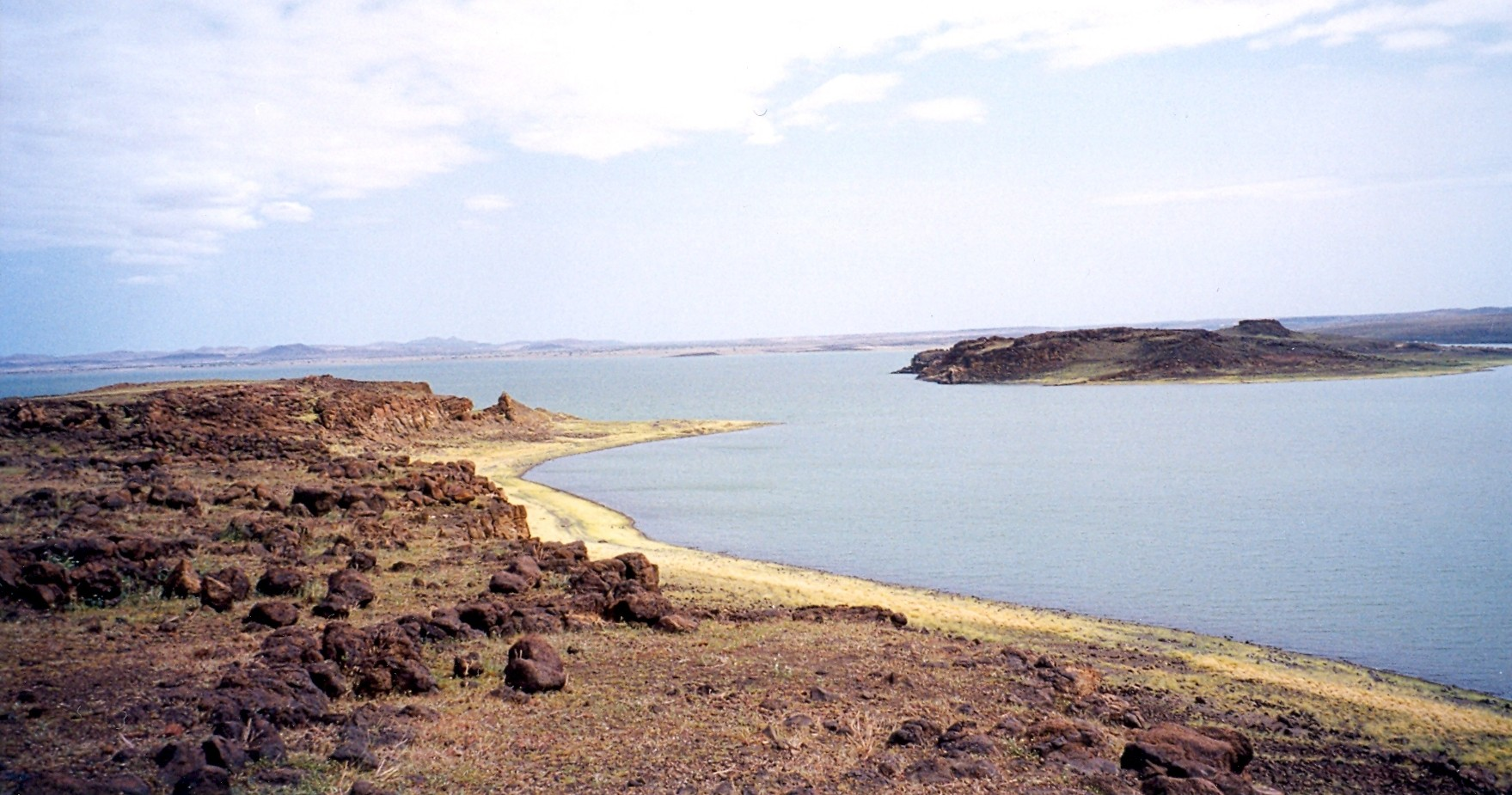